# 但彦铮
但彦铮（1965年8月—），男，汉族，重庆长寿人，1988年7月参加工作，1997年1月加入农工党，现任重庆市人民政府副市长。

## 生平
曾任西南政法大学科研处处长、法学研究所所长、发展规划办公室常务副主任，市人大法制委副主任委员（副厅局长级）、市人大常委会副秘书长等。
重庆市二届、三届人大代表，市四届、五届人大常委，重庆市五届政协常委。